# Jean IV de Leuchtenberg
Jean IV, comte de Leuchtenberg (1470 à Pfreimd – 1er septembre 1531 à Grünsfeld) est comte de Leuchtenberg de 1487 jusqu'à sa mort. 

## Biographie
Il est le fils et héritier du comte Frédéric V de Leuchtenberg (d. 19 mai 1487 à Nuremberg) et son épouse Dorothée de Rieneck.
Au cours de la Guerre de Succession de Landshut, Jean combat du côté de l'électeur Palatin Philippe Ier du Palatinat. Après la guerre, il est brièvement expulsé par l'empereur Maximilien Ier. Néanmoins, il est embauché par le duc Georges de Bavière et, plus tard, par l'électeur palatin Louis V du Palatinat. Entre 1513 et 1518, il est gouverneur d'Amberg, gagnant un salaire annuel de 1000 florins. Ce revenu supplémentaire lui permet de prêter de l'argent à l'électeur Palatin Othon-Henri du Palatinat et son frère Philippe du Palatinat-Neubourg et à Frédéric II de Brandebourg-Ansbach. Cependant, l'essentiel de l'argent n'a jamais été remboursé.
En 1515, il vend Neuhaus à l'abbaye de Waldsessen. En 1530, il achète Luhe et Wernberg de Hans Adam Wißpeck zu Volburg et obtient le statut de ville à la ville de Pfreimd, où il vit. Il instaure également la primogéniture à Leuchtenberg.

## Mariage et descendance
Il épouse Marguerite de Schwarzbourg (d. 1518) et a cinq enfants avec elle :
- Georges III de Leuchtenberg (1502-1555), comte de Leuchtenberg en 1531 ;
- Anne (1506-1555), qui a épousé le comte Martin d'Oettingen (d. 1549) ;
- Élisabeth (1508-1560), qui épouse le comte Charles Wolfgang d'Oettingen (d. 1549) ;
- Jean (1511-1572), handicapé mental ;
- Christopher (d. 1554).